# برش ددکیند

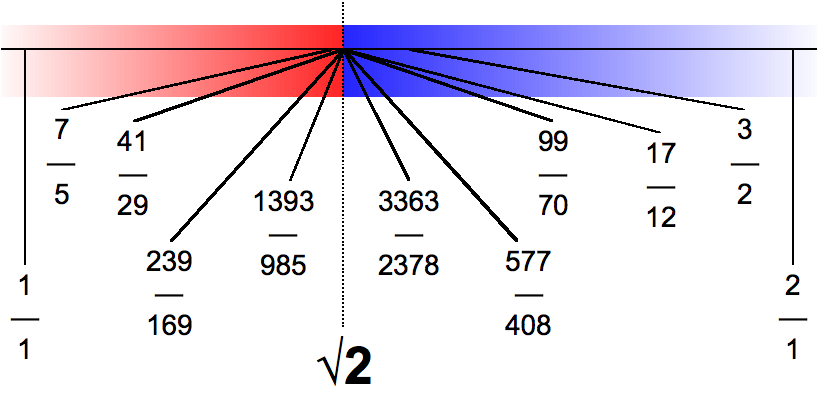
ددکیند از این برش برای ساختن اعداد حقیقی گنگ استفاده کرد.

در ریاضیات، برش‌های ددکیند، روشی برای ساختن اعداد حقیقی از روی اعداد گویا هستند. این برش‌ها به نام ریچارد ددکیند، ریاضیدان آلمانی، نام‌گذاری شده‌اند اما ابتدا توسط جوزف برنارد مورد توجه قرار گرفته بودند. یک برش ددکیند، یک افراز از مجموعه اعداد گویا به دو مجموعه ناتهی A و B است به گونه‌ای که همهٔ اعضای A از B کوچکتر باشند و A هیچ بزرگترین عضوی نداشته باشد. مجموعه B می‌تواند کوچکترین عضو داشته باشد یا نداشته باشد. اگر B کوچکترین عضو داشته باشد، این برش با آن عدد گویا مطابق است. در غیر این صورت این برش یک عدد حقیقی یگانه را تعریف می‌کند که می‌توان به نوعی آن را پرکنندهٔ «شکاف» میان A و B دانست. به عبارت دیگر A حاوی هر عدد گویای کوچکتر از برش، و B حاوی هر عدد گویای بزرگتر از برش است. یک برش گنگ، با عدد گنگی برابر قرار داده می‌شود که در هیچ‌یک از دو مجموعه نیست. هر عدد حقیقی، گویا یا گنگ، با برش یگانه‌ای متناظر است.
برش‌های ددکیند را می‌توان از اعداد گویا به هر مجموعه‌ای با ترتیب کامل تعمیم داد. برای این کار هر برش ددکیند افرازی از آن مجموعه به دو مجموعه ناتهی است که یکی از پایین و دیگری از بالا بسته‌است و اولی هیچ بزرگترین عضوی ندارد.
می‌توان به سادگی نشان داد که هر برش ددکیند در اعداد حقیقی، با تنها یک برش ددکیند در اعداد گویا متناظر است. همچنین هر برش اعداد حقیقی با یک عدد حقیقی (کوچکترین عضو مجموعه B) متناظر است. به عبارت دیگر، مجموعه اعداد حقیقی که با برش‌های ددکیند تعریف می‌شود پیوستاری کامل بدون هیچ شکاف اضافی است.

## تعریف
یک برش ددکیند افرازی از اعداد گویا ({\displaystyle \mathbb {Q} }) است به دو زیر مجموعه A و B به گونه‌ای که
1. {\displaystyle A} ناتهی ست.
2. {\displaystyle A\neq \mathbb {Q} }.
3. اگر {\displaystyle x,y\in \mathbb {Q} }، {\displaystyle x<y} و {\displaystyle y\in A}، آنگاه {\displaystyle x\in A} ({\displaystyle A} به پایین بسته است).
4. اگر {\displaystyle x\in A}, آنگاه یک {\displaystyle y\in A} وجود دارد به نحوی که {\displaystyle y>x} ({\displaystyle A} دارای هیچ بزرگترین عضو نیست).

با حذف دو مورد ابتدایی، آنچه حاصل می‌شود محور اعداد حقیقی گسترده‌شده است.

## ترتیب برش‌ها
یک برش ددکیند (A, B) را کوچکتر از یک برش دیگر (C, D) در نظر می‌گیریم اگر A زیرمجموعهٔ سره‌ای از C باشد. این شرط معادل است با این که D زیرمجموعهٔ سره‌ای از B باشد.
مجموعه همه برش‌های ددکیند خود یک مجموعه با ترتیب خطی است. همچنین مجموعه همه برش‌های ددکیند دارای ویژگی کوچکترین کران بالایی است؛ یعنی هر زیرمجموعه ناتهی که دارای یک کران بالایی است، یک کوچکترین کران بالایی دارد؛ بنابراین ساختن مجموعه برش‌های ددکیند باعث می‌شود مجموعه مرتب اولیه، که ممکن است دارای ویژگی کوچکترین کران بالایی نباشد، داخل یک مجموعه با ترتیب خطی که دارای این ویژگی کاربردی است قرار بگیرد.

## تعریف اعمال حساب برای برش‌های ددکیند
عمل جمع برای مجموعه برش‌های ددکیند را می‌توان بر اساس عمل جمع اعداد گویا به این شیوه تعریف کرد: {\displaystyle x+_{\mathbb {R} }y=\{q+r\ |\ q\in x\ \And \ r\in y\}}.

### کتابشناسی
- اندرتون، هربرت. اصول نظریهٔ مجموعه‌ها. ترجمهٔ مهرداد مشهدی‌رضا کاشانی. تهران: انتشارات فاطمی، ۱۳۹۶.